# Bas les cœurs

Bas les cœurs est un téléfilm français réalisé par Robin Davis à partir du roman homonyme de Georges Darien et diffusé le 25 mai 2011 sur France 2.

## Synopsis
Jean, douze ans, découvre la vie adulte au moment de la guerre de 1870 contre les Prussiens en voyant son père, initialement patriote, se ranger dans le camp versaillais des vainqueurs.

## Fiche technique
- Réalisateur : Robin Davis
- Scénario : Jacques Forgeas et Robin Davis, d'après le roman de Georges Darien
- Musique : Jean-Marie Sénia
- Photographie : Yves Lafaye
- Genre : Drame
- Durée : 90 minutes
- Date de diffusion : 25 mai 2011 sur France 2

## Distribution
- Urbain Cancelier : Barbier
- Jérémie Duvall : Jean
- Popeck : Toussaint
- Bruno Lochet : Merlin
- Chloé Stefani : Louise
- Jean-Noël Brouté : Monsieur Pion
- Christelle Cornil : Catherine
- Gérard Caillaud : Monsieur Legros
- Monique Mauclair : Tante Hortense
- Véronique Boulanger : Madame Arnal
- Johannes Oliver Hamm : Von Schüller
- Jean-Luc Atlan : aide de camp de Von Schüller
- Jacques Boudet : le maire
- Florence Pelly : Germaine
- Christian Bujeau : Beaugrain
- Jean-Luc Porraz : le notaire
- Benjamin Nissen : Jules